# Chalande (Mayenne)
Une Chalande ou encore chalandre ou tourne était une particularité de l'Ancien Régime, dénommé comme telle en Mayenne, qui associait une ferme ou un village alternativement à une paroisse. Cet usage cesse en 1790 lors de la Révolution française. 
Il s'agit de territoires situés en frontière des paroisses. Elles correspondaient parfois à des zones boisées appelées foresta, qui pourraient être à l'origine des chalandes.

## Quelques exemples enMayenne
- Arquenay - Saint-Denis-du-Maine : La Touche-Ronde. Le changement s'opérait à la Toussaint.
- Ballée - Beaumont-Pied-de-Bœuf : la Pinsonnière, la Monnerie et la Touche
- Auvers-le-Hamon - Beaumont-Pied-de-Bœuf : le Chêne-Robin
- La Cropte - Saint-Denis-du-Maine : Les Breils', le Grand-Châtillon, la Guérettière, la Porchandière
- Trinité de Laval - Grenoux : La Valette. Ce village était situé à l'extrémité de la rue des Tuyaux. Elle était avec la Racinière en tourne avec Grenoux. Un arrangement de 1539 attribue la Racinière à Grenoux et la Valette à Laval.
- Parné - Maisoncelles : La Pelée
- Bazougers - Saint-Georges-le-Fléchard : La Cour des Pipeleries, Les Pipeleries-Chalandres, La Maillère